# Hoa hậu Quốc tế 2017
Hoa hậu Quốc tế 2017 là cuộc thi Hoa hậu Quốc tế lần thứ 57 được tổ chức tại Tokyo, Nhật Bản vào ngày 14 tháng 11 năm 2017. Hoa hậu Quốc tế 2016 - Kylie Verzosa đến từ Philippines đã trao lại vương miện cho người kế nhiệm, cô Kevin Lilliana đến từ Indonesia.

## Kết quả

### Thứ hạng
| Kết quả              | Thí sinh |
| -------------------- | --- |
| Hoa hậu Quốc tế 2017 | - Indonesia – Kevin Lilliana Junaedy |
| Á hậu 1              | - Curaçao – Chanelle de Lau |
| Á hậu 2              | - Venezuela – Diana Croce |
| Á hậu 3              | - Úc – Amber Dew |
| Á hậu 4              | - Nhật Bản – Natsuki Tsutsui |
| Top 8                | - Ecuador – Jocelyn Mieles - Lào – Phounesup Phonyotha - Anh Quốc – Ashley Powell |
| Top 15               | - Phần Lan – Pihla Koivuniemi - Ghana – Daniella Akorfa Awuma - Honduras – Vanessa Villars - Panama – Darelys Santos - Slovakia – Petra Varaliová - Nam Phi – Tayla Skye Robinson - Thái Lan – Ratiyaporn Chookaew |

#### Top 8

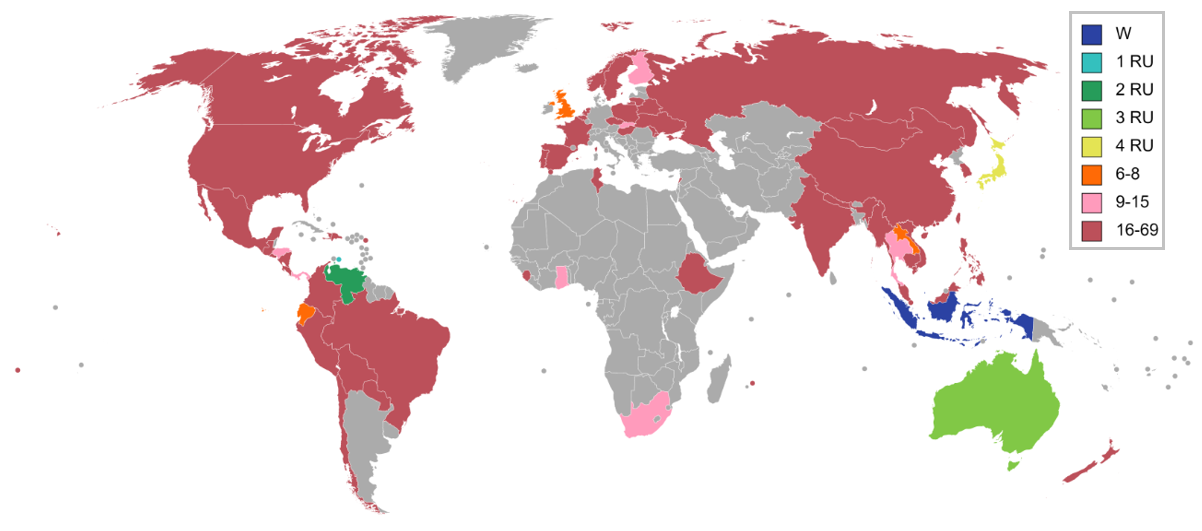
Các quốc gia và vùng lãnh thổ tham gia Hoa hậu Quốc tế 2017 và kết quả.

### Thứ tự gọi tên
| 1. Curaçao 2. Venezuela 3. Slovakia 4. Anh Quốc 5. Ghana 6. Honduras 7. Nhật Bản 8. Ecuador 9. Phần Lan 10. Lào 11. Indonesia 12. Panama 13. Thái Lan 14. Úc 15. Nam Phi | 1. Curaçao 2. Ecuador 3. Nhật Bản 4. Lào 5. Anh Quốc 6. Venezuela 7. Indonesia 8. Úc |

### Các Nữ hoàng Châu lục
| Danh hiệu                      | Thí sinh                           |
| ------------------------------ | ---------------------------------- |
| Hoa hậu Quốc tế Châu Phi       | - Ghana – Abigail Martey           |
| Hoa hậu Quốc tế Châu Mỹ        | - Bolivia – Carla Maldonado        |
| Hoa hậu Quốc tế Châu Á         | - Hàn Quốc – Seung Woo Nam         |
| Hoa hậu Quốc tế Châu Âu        | - Anh Quốc – Ashley Powell         |
| Hoa hậu Quốc tế Châu Đại Dương | - New Zealand – Michelle Isemonger |

### Các giải thưởng đặc biệt
| Giải thưởng                      | Thí sinh                         |
| -------------------------------- | -------------------------------- |
| Trang phục truyền thống đẹp nhất | - Nhật Bản – Natsuki Tsutsui     |
| Hoa hậu có hình thể đẹp nhất     | - Úc – Amber Dew                 |
| Miss Best Dresser                | - Indonesia – Kevin Lilliana     |
| Panasonic Beauty Ambassador      | - Nam Phi – Tayla Skye Robinson  |
| Đại sứ Du lịch Nhật Bản          | - Việt Nam – Huỳnh Thị Thùy Dung |

## Thí sinh tham gia
Cuộc thi có tổng cộng 69 thí sinh tham gia:
| Quốc gia/Vùng lãnh thổ | Thí sinh               | Tuổi |
| ---------------------- | ---------------------- | ---- |
| Úc                     | Amber Dew              | 21   |
| Belarus                | Polina Pimakhina       | 20   |
| Bỉ                     | Virginie Philippot     | 24   |
| Bolivia                | Carla Maldonado        | 22   |
| Brazil                 | Bruna Zanardo          | 25   |
| Campuchia              | Nheat Sophea           | 19   |
| Canada                 | Marta Magdalena        | 23   |
| Chile                  | Estefania Galeota      | 20   |
| Trung Quốc             | Jia Shi                | 23   |
| Colombia               | Vanessa Pulgarin       | 25   |
| Quần đảo Cook          | Silas Tuaputa          | 21   |
| Costa Rica             | Paola Chacon           | 26   |
| Curaçao                | Chanelle De Lau        | 22   |
| Séc                    | Alice Činčurová        | 21   |
| Cộng hòa Dominica      | Jennifer Valdez        | 19   |
| Ecuador                | Jocelyn Mieles         | 22   |
| El Salvador            | Fátima Mangandi        | 25   |
| Ethiopia               | Bamlak Dereje          | 20   |
| Phần Lan               | Pihla Koivuniemi       | 22   |
| Pháp                   | Maëva Balan            | 24   |
| Ghana                  | Abigail Martey         | 24   |
| Gibraltar              | Tessa Britto           | 21   |
| Guadeloupe             | Clotilde Stressais     | 19   |
| Guatemala              | Virginia Argueta       | 19   |
| Haiti                  | Caroline Minerve       | 22   |
| Hawaii                 | Courtney Coleman       | 23   |
| Honduras               | Vanessa Villars        | 19   |
| Hồng Kông              | Vương Vịnh Hành        | 23   |
| Hungary                | Rebeka Hartó           | 21   |
| Ấn Độ                  | Ankita Kumari          | 21   |
| Indonesia              | Kevin Lilliana         | 21   |
| Nhật Bản               | Natsuki Tsutsui        | 23   |
| Hàn Quốc               | Seung Woo Nam          | 25   |
| Lào                    | Phounesup Phonnyotha   | 20   |
| Liban                  | Dima Safi              | 24   |
| Lithuania              | Patricija Belousova    | 22   |
| Ma Cao                 | Sofia Paiva            | 20   |
| Malaysia               | Annie Wong Wei Wei     | 20   |
| Mauritius              | Laetitia Begue         | 21   |
| Mexico                 | Citlaly Higuera        | 22   |
| Moldova                | Daniela Bejan          | 22   |
| Mông Cổ                | Saikhantamir Amarsanaa | 22   |
| Myanmar                | Sao Yoon Wadi Oo       | 25   |
| Nepal                  | Niti Shah              | 21   |
| Hà Lan                 | Nathalie Mogbelzada    | 20   |
| New Zealand            | Michelle Isemonger     | 21   |
| Nicaragua              | Helen Martínez         | 22   |
| Na Uy                  | Vilde Andresen Bø      | 20   |
| Panamá                 | Darelys Santos         | 21   |
| Paraguay               | Tatiana Rolín          | 25   |
| Perú                   | Tiffany López Borjas   | 23   |
| Philippines            | Mariel de Leon         | 23   |
| Ba Lan                 | Paulina Maziarz        | 20   |
| Bồ Đào Nha             | Ana Marques            | 19   |
| Nga                    | Elena Kviatkevich      | 20   |
| Sierra Leone           | Leone Abie Mansaray    | 22   |
| Singapore              | June Oh                | 20   |
| Slovakia               | Petra Varaliová        | 19   |
| Nam Phi                | Tayla Skye Robinson    | 22   |
| Tây Ban Nha            | Elizabeth Ledesma      | 18   |
| Thụy Điển              | Lina Ljungberg         | 20   |
| Đài Loan               | Xie Lingci             | 25   |
| Thái Lan               | Ratiyaporn Chookaew    | 19   |
| Tunisia                | Khaoula Gueye          | 23   |
| Ukraine                | Kseniya Chifa          | 24   |
| Anh Quốc               | Ashley Powell          | 22   |
| Hoa Kỳ                 | Shanel James           | 25   |
| Venezuela              | Diana Croce            | 20   |
| Việt Nam               | Huỳnh Thị Thùy Dung    | 21   |

## Chú ý

### Lần đầu tham gia
- Campuchia
- Quần đảo Cook
- Lào

### Trở lại
| - Lần cuối tham gia vào năm 2009: - Ethiopia - Lần cuối tham gia vào năm 2010: - Cộng hoà Séc - Lần cuối tham gia vào năm 2013: - Lithuania | - Lần cuối tham gia vào năm 2014: - Chile - Curaçao - Lần cuối tham gia vào năm 2015: - Mông Cổ - Paraguay |

### Bỏ cuộc
| - Argentina - Aruba - Cuba - Đan Mạch | - Guam - Ireland - Nigeria | - Quần đảo Bắc Mariana - Puerto Rico - Sri Lanka |